# Cherchez la femme
Cherchez la femme [ʃεrʃela'fam] är ett franskt uttryck som bokstavligen betyder ’sök kvinnan!’. Det används för uppfattningen att det som driver en mans (konstiga, annars oförklarliga) handlingar är en kvinna, till exempel såtillvida att han därigenom vill imponera på henne, eller för omvärlden dölja en kärleksaffär med henne.
Uttrycket myntades av Alexandre Dumas d.ä. i romanen Les Mohicans de Paris (1854) genom polisens motto: Cherchez la femme, pardieu ! cherchez la femme ! (’Sök kvinnan, för guds skull! Sök kvinnan!’).
Att kvinnan är roten till  mannens problem menas med uttrycket som använts allmänt i beskrivningar om sociala ambitioner främst, men också om brott som syftar till rikedom och välfärd. 